# Goya/Beste Spezialeffekte

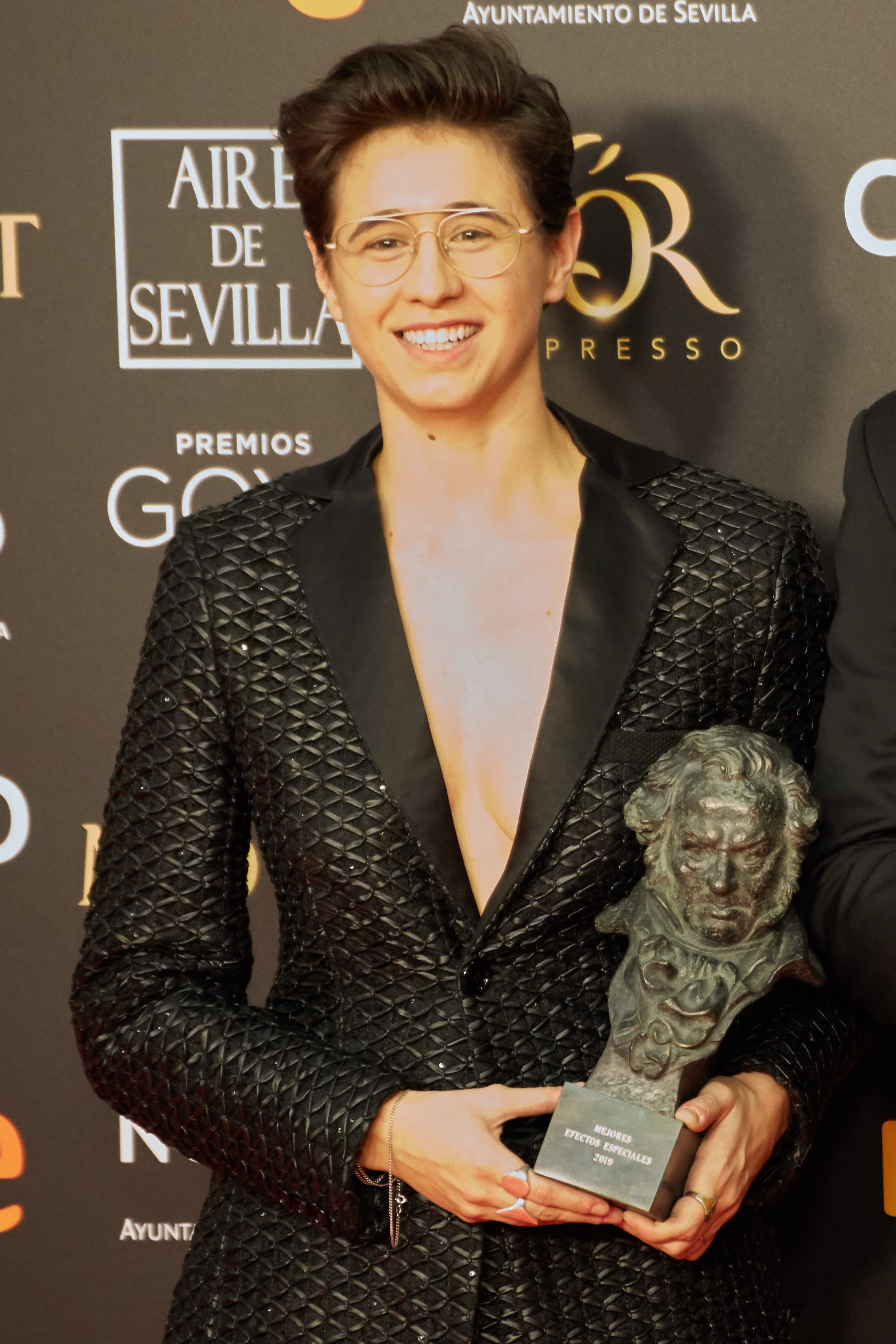
Preisträgerin von 2019, 2022 und 2024: Laura Pedro

Gewinner und Nominierte für den spanischen Filmpreis Goya in der Kategorie Beste Spezialeffekte (Mejores efectos especiales) seit der Verleihung im Jahr 1988, bei der erstmals der Goya in dieser Kategorie vergeben wurde. Ausgezeichnet werden die besten Spezialeffektkünstler einheimischer Filmproduktionen (auch spanische Koproduktionen) des jeweils vergangenen Jahres.
| Statistik                         | Name          | Anzahl | Jahr |
| --------------------------------- | ------------- | ------ | --- |
| Häufigste Auszeichnungen          | Reyes Abades  | 9      | 1991, 1992, 1995, 1996, 1997, 2002, 2005, 2007, 2011 |
| Häufigste Auszeichnungen          | Félix Bergés  | 9      | 1999, 2001, 2003, 2004, 2006, 2010, 2013, 2017, 2024 |
| Häufigste Nominierungen           | Reyes Abades  | 42     | 1989 (3×), 1990 (3×), 1991 (2×), 1992, 1993, 1994, 1995, 1996, 1997 (2×), 1998, 1999, 2000 (3×), 2001, 2002 (2×), 2003, 2004 (2×), 2005, 2006 (2×), 2007 (3×), 2008, 2009, 2011, 2012, 2013 (2×), 2016, 2017, 2018 (2×) |
| Häufigste Nominierungen ohne Sieg | Alfonso Nieto | 7      | 1999 (2×), 2001 (2×), 2002, 2004 (2×) |

Die unten aufgeführten Filme werden mit ihrem deutschen Verleihtitel (sofern vorhanden) angegeben, danach folgt in Klammern in kursiver Schrift der spanische Originaltitel.

## 1980er Jahre
1988
Francisco Terez – Im Augenblick der Angst (Angustia)
- John Collins – Ruhe in Frieden (Descanse en piezas)
- Julián Martín – A los cuatro vientos

1989
Gonzalo Gonzalo, Basilio Cortijo und Carlo De Marchis – Slugs (Slugs, muerte viscosa)
- Reyes Abades – Remando al viento
- Reyes Abades – Frauen am Rande des Nervenzusammenbruchs (Mujeres al borde de un ataque de nervios)
- Reyes Abades – El Dorado – Gier nach Gold (El Dorado)
- Alberto Nombela Núñez – El Lute II: Mañana seré libre

## 1990er Jahre
1990
Colin Arthur, Basilio Cortijo und Carlo De Marchis – Sirene 1 (La grieta)
- Reyes Abades – Amanece, que no es poco
- Reyes Abades – La noche oscura
- Reyes Abades, Ángel Alonso, Basilio Cortijo und Emilio Ruiz del Río – El niño de la luna
- Christian Bourqui – Twisted Obsession (El sueño del mono loco)

1991
Reyes Abades – Ay Carmela! – Lied der Freiheit (¡Ay, Carmela!)
- Reyes Abades und Juan Ramón Molina – Briefe von Alou (Las cartas de Alou)
- Carlos Santos und Juan Ramón Molina – Don Juan, mi querido fantasma

1992
Reyes Abades – Beltenebros
- Carlo De Marchis – Capitán Escalaborns
- Kit West – Todo por la pasta

1993
Olivier Gleyze, Yves Domenjoud, Jean-Baptiste Bonetto, Bernard André Le Boett, Emilio Ruiz del Río und Poli Cantero – Aktion Mutante (Acción mutante)
- Reyes Abades – Kühe (Vacas)
- Lee Wilson – Bis daß der Tod euch scheidet (Demasiado corazón)

1994
Poli Cantero – Die tote Mutter (La madre muerta)
- Reyes Abades – Madre Gilda (Madregilda)
- Olivier Gleyze, Yves Domenjoud und Jean-Baptiste Bonetto – Kika

1995
Reyes Abades – Deine Zeit läuft ab, Killer (Días contados)
- Michael Kirton – Teufel im Paradies (Shortcut to Paradise)
- Miroslaw Marchwinski – El detective y la muerte

1996
Reyes Abades, Juan Tomicic und Manuel Horrilo – El día de la bestia
- Yves Domenjoud, Jean-Baptiste Bonetto, Olivier Gleyze und Jean-Christophe Spadaccini – Die Stadt der verlorenen Kinder (La cité des enfants perdus)
- Juan Ramón Molina, Juan Tomicic und Manuel Horrillo – El niño invisible

1997
Reyes Abades und Ignacio Sanz Pastor – Tierra
- Reyes Abades – Libertarias
- Patrick Vinge, Jonathan Stuart und Marcus Wookey – Killer Tongue (La lengua asesina)

1998
Juan Ramón Molina – Airbag – Jetzt knallt’s richtig! (Airbag)
- Reyes Abades und Emilio Ruiz del Río – Dem Tod auf der Spur (Territorio Comanche)
- Roberto Ricci – Das Zimmermädchen der Titanic (La camarera del Titanic)

1999
Raúl Romanillos und Félix Berges – P. Tinto’s Miracle (El milagro de P. Tinto)
- Reyes Abades, Alberto Esteban und Aurelio Sánchez Herrera – Virtual Nightmare – Open Your Eyes (Abre los ojos)
- Juan Ramón Molina und Alfonso Nieto – La hora de los valientes
- Alfonso Nieto und Emilio Ruiz del Río – Das Mädchen deiner Träume (La niña de tus ojos)

## 2000er Jahre
2000
Raúl Romanillos, Emilio Ruiz del Río, Manuel Hornillo und José Nuñez – Bruderschaft des Todes (Nadie conoce a nadie)
- Reyes Abades, José María Aragonés und Poli Cantero – La ciudad de los prodigios
- Reyes Abades, David Martí, Alejandro Álvarez und José Álvarez – La mujer más fea del mundo
- Reyes Abades und Fabrizio Storaro – Goya (Goya en Burdeos)

2001
Félix Bergés, Pau Costa, Julio Navarro und Raúl Romanillos – Allein unter Nachbarn – La comunidad (La comunidad)
- Reyes Abades und Félix Bergés – Arte de morir
- Pau Costa, Alfonso Nieto, Raúl Romanillos und Emilio Ruiz del Río – Obra maestra
- Juan Ramón Molina und Alfonso Nieto – Año mariano

2002
Reyes Abades, José María Aragonés, Carlos Martínez, Ana Núñez und Antonio Ojeda – Buñuel y la mesa del rey Salomón
- Pau Costa, Raúl Romanillos, Carlos Martínez, Antonio Ojeda, Ana Núñez und Félix Bergés – Intacto
- Derek Langley, Pedro Moreno, Félix Bergés und Rafa Solorzano – The Others
- David Martí, Montse Ribé, Reyes Abades, Emilio Ruiz del Río, Alfonso Nieto und Carmen Aguirre – The Devil’s Backbone (El espinazo del Diablo)

2003
Juan Ramón Molina, Félix Bergés und Rafa Solorzano – 800 Bullets (800 balas)
- Reyes Abades, Emilio Ruiz del Río und Aurelio Sánchez Herrera – Guerreros
- David Martí, Montse Ribé und Jorge Calvo – Sprich mit ihr (Hable con ella)
- Raúl Romanillos, Félix Bergés und Carlos Martínez – El robo más grande jamás contado

2004
Raúl Romanillos, Pau Costa, Julio Navarro und Félix Bergés – Clever & Smart (La gran aventura de Mortadelo y Filemón)
- Reyes Abades, Jesús Pascual, José Rossi und Chema Remacha – El refugio del mal
- Reyes Abades, Alfonso Nieto und Pablo Núñez – Al sur de Granada
- Pedro Moreno, Alfonso Nieto und Emilio Ruiz del Río – Soldados de Salamina

2005
Reyes Abades, Jesús Pascual und Ramón Lorenzo – El Lobo – Der Wolf (El Lobo)
- Juan Ramón Molina und Félix Bergés – Ein ferpektes Verbrechen (Crimen ferpecto)
- Juan Ramón Molina, Aurelio Sánchez Herrera und Eduardo Acosta – Torapia
- Juan Ramón Molina, David Martí, Montse Ribé und José María Aragonés – Romasanta – Im Schatten des Werwolfs (Romasanta)

2006
David Martí, Montse Ribé, Félix Cordón, Félix Bergés und Rafa Solorzano – Fragile (Frágiles)
- Reyes Abades, Carlos Lozano, Alberto Esteban, Pablo Núñez und Ana Núñez – Un rey en La Habana
- Reyes Abades, Chema Remacha, Alberto Esteban und Pablo Urrutia – Obaba
- Juan Ramón Molina, Pablo Núñez, Ana Núñez, Antonio Ojeda und Carlos Martínez – Las llaves de la independencia

2007
David Martí, Montse Ribé, Reyes Abades, Everett Burrell, Edward Irastorza und Emilio Ruiz del Río – Pans Labyrinth (El laberinto del fauno)
- Reyes Abades, Félix Berges und Eduardo Díaz – Goyas Geister (Goya’s Ghosts)
- Reyes Abades und Rafa Solorzano – Alatriste
- Juan Ramón Molina und Ferran Piquer – Salvador – Kampf um die Freiheit (Salvador (Puig Antich))

2008
David Martí, Montse Ribé, Pau Costa, Enric Masip, Lluís Castells und Jordi San Agustín – Das Waisenhaus (El orfanato)
- Reyes Abades und Alex G. Ortoll – Der Erde so nah – The Heart of the Earth (El corazón de la tierra)
- David Ambit, Enric Masip und Àlex Villagrasa – REC
- Pau Costa, Raúl Romanillos und Carlos Lozano – Las 13 rosas

2009
Raúl Romanillos, Pau Costa, José Quetglás, Eduardo Díaz, Alex Grau und Chema Remacha – Misión: Salvar la Tierra
- Juan Ramón Molina und Alberto Nombela Núñez – Sangre de mayo
- Raúl Romanillos, Arturo Balceiro und Ferran Piquer – Camino
- Alejandro Vázquez, Reyes Abades und Rafa Solorzano – Las Bandidas – Kann Rache schön sein! (Solo quiero caminar)

## 2010er Jahre
2010
Chris Reynolds und Félix Bergés – Agora – Die Säulen des Himmels (Agora)
- Pau Costa und Lluís Castells – Super Drama Movie (Spanish Movie)
- Raúl Romanillos und Guillermo Orbe – Zelle 211 – Der Knastaufstand (Celda 211)
- Salvador Santana und Àlex Villagrasa – REC 2

2011
Ferran Piquer und Reyes Abades  – Mad Circus – Eine Ballade von Liebe und Tod (Balada triste de trompeta)
- Juanma Nogales und Gustavo Harry Farias – Und dann der Regen (También la lluvia)
- Raúl Romanillos und Marcelo Siqueira – The Outlaw – Krieger aus Leidenschaft (Lope)
- Àlex Villagrasa und Gabriel Paré – Buried – Lebend begraben (Buried)

2012
Lluís Castells und Arturo Balceiro – Eva
- Reyes Abades und Eduardo Díaz – Die Haut, in der ich wohne (La piel que habito)
- David Heras und Raúl Romanillos – Intruders
- Chema Remacha und Raúl Romanillos – No habrá paz para los malvados

2013
Pau Costa und Félix Bergés – The Impossible (Lo imposible)
- Reyes Abades und Isidro Jiménez – Invader (Invasor)
- Reyes Abades und Ferrán Piquer – Blancanieves
- Juan Ventura – Kings of the City (Grupo 7)

2014
Juan Ramón Molina und Ferrán Piquer – Die Hexen von Zugarramurdi (Las brujas de Zugarramurdi)
- Endre Korda und Félix Bergés – Das Geheimnis der Murmel-Gang (Zipi y Zape y el club de la canica)
- Juan Ramón Molina und Juan Ventura – La gran familia española
- Lluís Rivera und Juanma Nogales – The Last Days – 12 Wochen nach der Panik (Los últimos días)

2015
Raúl Romanillos und Guillermo Orbe – El Niño – Jagd vor Gibraltar (El Niño)
- Antonio Molina und Ferrán Piquer – Torrente 5: Operación Eurovegas
- Pedro Moreno und Juan Ventura – La isla mínima – Mörderland (La isla mínima)
- Raúl Romanillos und David Heras – Open Windows

2016
Lluís Castells und Lluís Rivera – Anacleto: Agente secreto
- Isidro Jiménez und Pau Costa –  Anrufer unbekannt (El desconocido)
- Curro Muñoz und Juan Ramón Molina – My Big Night (Mi gran noche)
- Curro Muñoz und Reyes Abades – Tiempo sin aire

2017
Félix Bergés und Pau Costa – Sieben Minuten nach Mitternacht (A Monster Calls)
- Reyes Abades und Eduardo Díaz – Julieta
- Pau Costa und Carlos Lozano – 1898. Los últimos de Filipinas
- Raúl Romanillos und David Heras – Guernica (Gernika)

2018
David Heras und Jon Serrano – Handia
- Reyes Abades und Isidro Jiménez – Oro
- Reyes Abades und Curro Muñoz – Rescue Under Fire (Zona hostil)
- David Heras und Raúl Romanillos – Verónica – Spiel mit dem Teufel (Verònica)

2019
Laura Pedro und Lluís Rivera – Superlópez
- Óscar Abades und Helmuth Barnert – Macht des Geldes (El reino)
- Félix Bergés und Lluís Rivera – Gun City (La sombra de la ley)
- David Heras und Jon Serrano – Errementari: Der Schmied und der Teufel (Errementari)

## 2020er Jahre
2020
Mario Campoy und Iñaki Madariaga – Der Schacht (El hoyo)
- Félix Bergés und Juan Ramón Molina – Perdiendo el Este
- David Heras und Jon Serrano – Der endlose Graben (La trinchera infinita)
- Juanma Nogales und Raúl Romanillos – Mientras dure la guerra

2021
Mariano García und Ana Rubio – Tanz der Unschuldigen (Akelarre)
- Helmuth Barnert und Lluís Rivera – Geheime Anfänge (Orígenes secretos)
- Jean-Louis Billard und Raúl Romanillos – Black Beach
- Míriam Piquer und Raúl Romanillos – Historias lamentables

2022
Pau Costa und Laura Pedro – Crime Game (Way Down)
- Ferran Piquer und Raúl Romanillos – La Abuela – Sie wartet auf Dich (La abuela)
- Míriam Piquer und Raúl Romanillos – Der perfekte Chef (El buen patrón)
- Àlex Villagrasa – Mediterráneo

2023
Esther Ballesteros und Ana Rubio – Modelo 77
- Óscar Abades und Ana Rubio – As bestas
- Jordi Costa und Mariano García – 13 Exorcisms (13 exorcismos)
- David Heras und Jon Serrano – Irati – Age of Gods and Monsters (Irati)
- Laura Pedro und Lluís Rivera – Malnazidos – Im Tal der Toten (Malnazidos)

2024
Paul Costa, Félix Bergés und Laura Pedro – Die Schneegesellschaft (La sociedad de la nieve)
- Mariano García, Jon Serrano, David Heras, Fran Belda und Indira Martín – 20.000 Arten von Bienen (20.000 especies de abejas)
- Mariano García, Jon Serrano, Juan Ventura und Amparo Martínez – Tin & Tina
- Raúl Romanillos und Míriam Piquer – Valle de sombras
- Eneritz Zapiain und Iñaki Gil – La ermita

2025
Laura Canals und Iván López Hernández – El 47
- Mariano García, Jon Serrano und Juliana Lasunción – La infiltrada
- Mariano García, Jon Serrano und David Heras – Marco
- Xin Li – Dragonkeeper
- Raúl Romanillos und Juanma Nogales – Die rote Jungfrau (La virgen roja)